# 39539 Emmadesmet
39539 Emmadesmet è un asteroide della fascia principale. Scoperto nel 1991, presenta un'orbita caratterizzata da un semiasse maggiore pari a 3,0526068 UA e da un'eccentricità di 0,0789477, inclinata di 9,16214° rispetto all'eclittica.